# Gigiella
Gigiella là một chi nhện trong họ Micropholcommatidae.